# 17460 Mang
17460 Mang è un asteroide della fascia principale. Scoperto nel 1990, presenta un'orbita caratterizzata da un semiasse maggiore pari a 2,2633353 UA e da un'eccentricità di 0,1240882, inclinata di 2,29346° rispetto all'eclittica.